# Son Marió
Son Marió és una petita possessió del terme municipal de Llucmajor, Mallorca, situada al nord de la ciutat. Fa partió amb les possessions de Biniferri i de Galdent i altres propietats rústiques. El 1332 es desmembrà del rafal Ferrutxelles i prengué el nom del llinatge de la propietària. El 1615, era denominada Son Salvà Marió. El 1666 n'era propietari Antoni Salvà Marió. Al llarg del segle xviii la major part de les seves terres foren parcel·lades. En les seves terres hi vessa les aigües el Torrent de Ferrutxelles i hi neix el Torrent de Na Joanota.

## Construccions
Les cases de la possessió són una casa de pagès que forma una "L" integrant l'habitatge humà i les dependències agropecuàries annexes: pallissa, portassa i forn, part d'elles enfonsades. L'habitatge té dues crugies i dues altures: planta baixa i porxo. La façana principal, orientada al sud-est, presenta una disposició simètrica de les obertures sobre tres eixos verticals. Té un escut sobre el portal d'entrada a la casa i un rellotge de sol. La planta baixa consta d'un portal allindanat amb llindar i carcanyols, flanquejat per dos finestrons atrompetats. El porxo presenta tres finestres allindanades amb ampit motllurat. La coberta exterior és de dos aiguavessos i teula àrab. La cornisa és motllurada.
De forma aïllada, entorn de la casa, hom hi troba altres dependències agropecuàries (portasses i solls) en mal estat de conservació. Com a instal·lacions hidràuliques hi ha dues cisternes situades enfront de la façana principal de l'habitatge.